# Pliocén
A pliocén földtörténeti kor, a neogén földtörténeti idő két kora közül a második, amely 5,333 millió évvel ezelőtt kezdődött a miocén kor után, és 2,58 millió évvel ezelőtt ért véget a pleisztocén kor kezdetekor. Az egyik legrövidebb földtörténeti kor - a korok 2009-es revíziója során tovább rövidült, amikor valamennyi eljegesedést a pleisztocénba helyeztek át (korábban 1,806 millió évvel ezelőtt volt a kor vége).
A kort Sir Charles Lyell nevezte el, a pleión (πλεῖον, több) és kainosz (καινός új) görög szavak után. A kor kezdetének és végének megállapíthatósága bizonytalan. Általánosságban elfogadott azonban, hogy a miocén és a pliocén határa a messinai sókrízis idejére esik, amikor a Földközi-tenger hosszabb időszakokra kiszáradt. A kor végét nagyjából az első európai gleccserképződésekre teszik.

## Éghajlat
Az átlagos hőmérséklet a pliocén közepéig 2-3 fokkal magasabb volt, mint ma, az északi sarkkör környékén a maihoz képest akár 8 fokkal is több lehetett nyáron. A szén-dioxid szintje a légkörben a maival körülbelül megegyező volt, a tengerek szintje pedig világszerte 25 méterrel volt magasabb. Az északi félgömbön nem volt tartósan fagyott terület, de a késő pliocénben megjelentek az első gleccserek Grönlandon, nagyjából 3 millió évvel ezelőtt. Az északi sarkköri jégsapka kialakulását az oxigénizotópok arányának hirtelen változása jelzi, valamint a jég által erodált kőzetek megjelenése az óceánok fenekén. A pliocén legvégén már a sarkkörön inneni eljegesedés is elindult. A klíma változása az erdők visszahúzódását és helyette a füves puszták és szavannák terjedését hozta magával.
A Csendes-óceán keleti partján a víz felszíni hőmérséklete az Egyenlítőnél lényegesen magasabb volt, mint napjainkban. Ez egy permanens El Niño-t jelentett, amit "El Padre" névvel is illetnek. A jelenség fokozott trópusi ciklon-aktivitással járt együtt, és késleltette a jégkorszak beköszöntét.

A pliocén klímája számos kutatás tárgya már csak azért is, mert a tudósok kiindulási alapként kezelik a jövőbeli klímaváltozás megértéséhez. A napfény intenzitása, a földrajzi sajátosságok, valamint a légköri szén-dioxid tartalom hasonló volt, mint napjainkban, így modelleket lehet építeni rájuk. Eszerint a jövőben a magasabb szélességi körökön akár 10-20 Celsius fokkal többet is lehet majd mérni, mint napjainkban, de a trópusokon nem lesz jelentős a változás. Eszerint a tundra és a tajga északabbra húzódik, Afrikában és Ausztráliában pedig a szavanna és a trópusi erdők terjeszkednek.

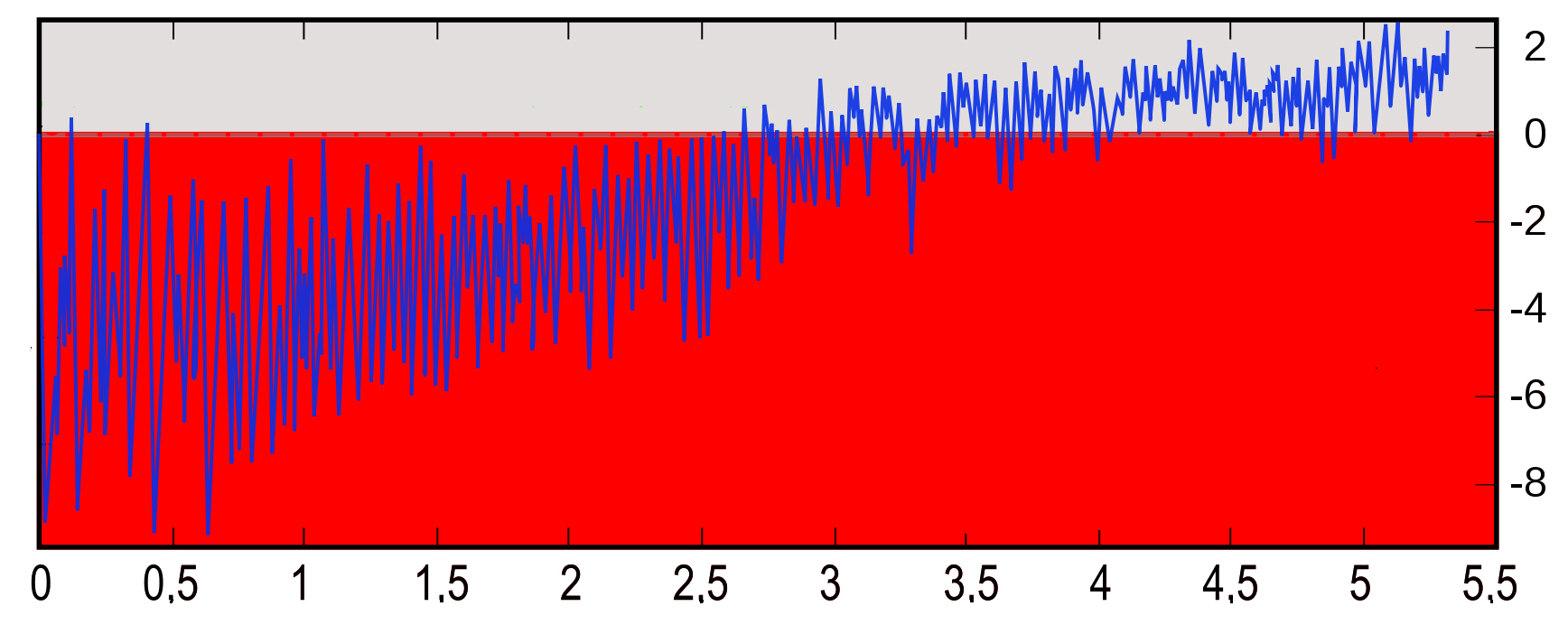
Az utóbbi ötmillió év hőmérsékletváltozásai

## Ősföldrajz
A kontinensek ekkortájt már nagyjából a mai helyükön voltak, egészen apró eltérésekkel (70–250 km). A korszak elején Afrika és Európa összeért, a Tethys-óceán végleg bezárult, mai maradványa a Földközi-tenger. Mivel átmenetileg a Gibraltári-szoros is lezárult, létrejött a messinai sókrízis néven ismert jelenség: a Földközi-tenger medencéje kiszáradt és sós sivataggá vált - a pliocén kezdetének az újbóli feltöltődés tekinthető.
Amerika és Ázsia között a tengerszint csökkenése miatt létrejött a Bering-földhíd, amit periodikusan hol elöntött a tenger vize, hol visszahúzódott. India és Kína környékén is a szárazföldre kerültek tenger alatti kőzetek, ahogy a korszak végén visszahúzódott a tengerszint, és a partvonal is kijjebb húzódott a ma ismertnél.
A korszak végén kiemelkedett Észak- és Dél-Amerika között a panamai földszoros, ennek következtében beindult a nagy amerikai faunacsere, kihalt a dél-amerikai ragadozó erszényesek és őshonos patások túlnyomó többsége. A földhíd a klímára is komoly hatással volt: megszűnt az Atlanti- és Csendes-óceán közvetlen kapcsolata, amelyen a kisebb sótartalmú Csendes-óceánból meleg tengervíz áramlott az Atlanti-óceánba. Az így elszigetelődött Atlanti-óceán sarkvidéki hideg vizeket is áramoltatott, ami lehűtötte a klímát.
A pliocén során Norvégia és Svédország déli része is megemelkedett, ez hozta létre Norvégiában a Hardangervidda fennsíkot, illetve a Dél-Svéd-felföldet - ez utóbbi miatt a mai Balti-tenger helyén található Eridanosz folyórendszer irányt változtatott és dél felé folyt tovább.

## Növényvilág
A hűvösebb, szárazabb klíma a trópusi fajok globális visszaszorulását eredményezte. Teret nyertek a lombhullató erdők, északon a tűlevelű erdők és a tundra hódítottak. Az összes kontinensen megjelentek a füves puszták, a szárazabb éghajlat miatt pedig sivatagok keletkeztek Afrikában és Ázsiában.

## Állatvilág
Mind a tengeri, mind a szárazföldi fauna igen hasonlatos volt már a maihoz, bár a szárazföldön valamivel primitívebb fajok voltak találhatók. A növényevők mérete megnőtt, a ragadozók pedig specializálódtak. Ekkor jelentek meg az első előemberek, mint az Australopithecus, illetve a kor vége felé a Homo nemzetség tagjai.

### Emlősök
Észak-Amerikában rágcsálók, hatalmas masztodonok, gomphotheriumok és oposszumok fejlődtek sikeresen, miközben a patások hanyatlani kezdtek, ahogy a tevék, szarvasok és lovak száma csökkent. A háromujjú őslovak, oreodonták, chalicotheriumok, protoceratidák kihaltak, akárcsak az Agriotherium medvék és a "csontroppantó kutyák". Elterjedtek viszont a menyétfélék, a kutyafélék és a rövidfejű medvék. A panamai földszoroson keresztül óriáslajhárok, glyptodonok, armadillók érkeztek.
Eurázsiában a rágcsálók szintén fejlődésnek indultak, a főemlősök viszont lehanyatlottak. Az elefántok, gomphotheriumok és stegodonták sikeresek voltak Ázsiában, miközben megjelentek Afrikából a szirtiborzok. A lovak rovására a tapírok és az orrszarvúak fejlődtek, akárcsak a szarvasmarhák és az antilopok. Megérkeztek Ázsiába az első tevék is Észak-Amerikából. Megjelentek a hiénák és a korai kardfogú tigrisek, rajtuk kívül kutyák, medvék, menyétek voltak a ragadozók.
Afrikát a patás állatok uralták, és a korszak végén megjelent az Australopithecus, az első előember is. A rágcsálók és az elefántok különösen sikeresek voltak. A korábban nagyszámú disznófélék sokaságát a kérődzők váltották fel. Megjelentek az első zsiráfok. A menyétek, kutyafélék és medvék megjelentek a macskafélék mellett, a hiénák pedig a megjelent riválisok miatt specializálódtk, és dögevőkké váltak.
Dél-Amerikába először érkeztek fajok északról a kréta kor óta, és valóságos vegyülés kezdődött a kontinensen. A litopternák és a notounguláták szinte teljes egészben kihaltak, leszámítva a Macraucheniidae és a Toxodontidae családok egy-egy képviselőjét. Északról menyétfélék, ormányosmedvék, rövidfejű medvék érkeztek. A legelő glyptodonok, a levelekkel táplálkozó óriáslajhárok, a Caviomorpha rágcsálók, és különféle tatufélék pedig észak felé vándoroltak.
Egyelőre az erszényesek maradtak a domináns emlősfélék Ausztráliában, vombatok, kenguruk, és az óriási Diprotodon, valamint ragadozó erszényesek, mint az erszényesnyestfélék, az erszényes farkas, illetve a macskaszerű Thylacoleo. Megjelentek az első rágcsálók, és kialakult a kacsacsőrű emlős.

### Madarak
A dél-amerikai röpképtelen ragadozó madaraknak ekkoriban áldozott le, noha egy fajuk, a Titanis, Észak-Amerikába vándorolt, és ott az emlősökkel rivalizált.

### Hüllők és kétéltűek
Európában kihaltak az aligátorok és krokodilok, ahogy a hőmérséklet hűlni kezdett. A rágcsálók elterjedésével egyidejűleg a mérges kígyók is elszaporodtak, ekkor jelentek meg a csörgőkígyók is. Észak-Amerikában még éltek óriás teknősök. Az ősi Madtsoiidae kígyók kihaltak, akárcsak a tengeri kétéltűek.

## Feltételezett szupernova-robbanás
2002-ben Narcisco Benitez állt elő azzal az elmélettel, hogy 2 millió évvel ezelőtt, a pliocén vége felé, az O- és B-osztályú csillagokat tartalmazó Skorpió-Kentaur nyílthalmaz 130 fényévre közelítette meg a Földet, s így egy vagy több szupernova-robbanás történhetett a közvetlen közelünkben. Egy ilyen esemény komolyan felsértheti a Föld ózonrétegét, és a tengeri élővilágban komoly kihalásokat eredményezhet. Egy ilyen esemény magyarázatul szolgálhatna a pliocén legvégén történt tengeri kihalásra. Megtörténtére az ún. Lokális Buborék létezése lehet bizonyíték, illetve a vas-60 felhalmozódása a földkéregben.

## Tagolása
A kort az alábbi két korszakra tagolják (a korábbitól a későbbi felé haladva):
- zanclai korszak: 5,333 – 3,600 Ma, gyakran kora pliocénnak is nevezik
- piacenzai korszak: 3,600 – 2,58 Ma, gyakran késő pliocénnak is nevezik

Magyarországon a kárpát-medencei fauna változásai alapján a pliocént speciális magyar alemeletekre tagolják, illetve más nevekkel látták el:
- alsó pliocén
  - ruscinium
- középső pliocén
  - csarnótánum
- felső pliocén
  - beremendium

A kárpát-medencei fauna a pliocén és pleisztocén között nem mutat nagyobb változást, ezért a felső pliocént és az alsó pleisztocént együttesen villányiumnak nevezik, amelynek első fele a beremendium, második – pleisztocénre eső – szakasza a kislángium.
Kronosztratigráfiailag csak két szakaszra tagolható a kárpát-medencei pliocén, a dáciai és romániai emeletekre.